# Eherieder Mühlbach
Der Eherieder Mühlbach (auch Essbach; rechter Hauptoberlauf Bach am Prangl, linker Hauptoberlauf Bärenbach) ist ein etwa fünf Kilometer langer, rechter Zufluss des Repperndorfer Mühlbachs in Kitzingen in Unterfranken. Entlang des Bachs bestanden mehrere Mühlenbetriebe. 

## Verlauf
Der Eherieder Mühlbach entspringt in zwei Oberläufen in der Gemarkung von Biebelried-Kaltensondheim. Die beiden Zuflüsse werden Bach am Prangl bzw. Bärenbach genannt. Der Bach am Prangl durchquert die bebaute Fläche Kaltensondheims und floss noch im 19. Jahrhundert als Grabenbach entlang der Ortsbefestigung. Der Bärenbach verläuft nördlich von Kaltensondheim und wird von der Staatsstraße 2272 überquert. Die Bäche vereinen sich im Nordosten der Gemarkung Kaltensondheim zum Eherieder Mühlbach.
Dieser läuft parallel zur Staatsstraße 2272 und unterquert nach wenigen Metern die Bundesautobahn 7/Europastraße 43. Mit dem Erreichen des Kitzinger Stadtgebiets erhebt sich am Ufer des Bachs die Äußere Eherieder Mühle als erster, historischer Mühlenbetrieb. Nach Durchquerung der Gemarkung Repperndorf erreicht der Eherieder Mühlbach die Gemarkung Kitzingen. Erst nach Erreichen des Kitzinger Stadtgebiets unterquert der Bach die Staatsstraße auf Höhe der Talstraße. 
Er verläuft nun parallel zur Talstraße weiter in Richtung Kitzinger Altstadt. Vor Erreichen der Bundesstraße 8 wird der Eherieder Mühlbach in den Repperndorfer Mühlbach geleitet. Bis zum Erreichen des Mains fließt das Wasser der beiden Flüsse nun weitgehend unterirdisch durch die Altstadt Kitzingens. 

## Quelle am Prangl
Zwischen den beiden Oberläufen des Bachs entsprang noch im 19. Jahrhundert eine Quelle, die von der Bevölkerung Kaltensondheims Quelle am Prangl oder Bobelesquelle genannt wurde und von einem kleinen Auwald mit sumpfigen Bereichen umgeben war. Bereits zu Beginn des 20. Jahrhunderts wurde die Quelle drainiert. Heute sind noch Reste eines Grabens erkennbar. Um die Quellen ranken sich mehrere Sagen. Unter anderem erzählte man sich, dass aus der Quelle am Prangl die Kinder Kaltensondheims kommen sollen. 
Daneben wird auch der Sumpf neben der Quelle immer wieder thematisiert. Hier verloren gegangene Wanderer sollen, genauso wie eine Kutsche mitsamt allen Insassen, im Sumpf verschwunden sein. Die Heimatforscherin Lydia Tränkschuh geht davon aus, dass hier Querverweise zu den Bestattungsriten der Hallstattzeit aufscheinen. Die Kelten bestatteten ihre Großen in sogenannten Bestattungswägen. Die Quelle wurde als Übergangsort zwischen Leben und Tod betrachtet.

## Mühlen
Entlang des Eherieder Mühlbachs waren in der Vergangenheit mehrere Mühlenbetriebe angesiedelt, über die vor allem Getreide aus Kitzingen und Repperndorf gemahlen wurde. Insgesamt sind drei Mühlen entlang des Baches nachweisbar, die alle nach dem Bach benannt wurden. Besondere Bedeutung für die Wirtschaftsgeschichte Kitzingens hat die Innere Eheriedermühle oder Pulvermühle, die 1524 entstand. Hier wurde Schießpulver hergestellt, das auf dem Markt der Stadt gehandelt wurde. Heute wird keine Mühle mehr betrieben.